# فيكتوريا فارحي
فيكتوريا فارحي ممثلة مصرية يهودية اسمها الأصلي «فيتوريا فارحي»  ظهرت في السينما في سن متقدمة وقدمت دور الام في افلام المخرج توجو مزراحى والممثل شالوم في الثلاثينيات  وكانت البداية في فيلم «المندوبان» عام 1934. كان رصيدها فيلمين فقط:
فيلم «المندوبان» للمخرج توجو مزراحي عام 1934، وقامت بدور فيتوريا والدة البطلة أستير.
فيلم «العز بهدلة» للمخرج توجو مزراحي عام 1937، وقامت بدور «فيكتوريا».

## وصلات خارجية
- فيكتوريا فارحي على موقع الدهليز
- فيكتوريا فارحي على موقع قاعدة بيانات الأفلام العربية
- فيكتوريا فارحي على موقع الدهليز
- فيكتوريا فارحي على موقع كاروهات

https://flixi.com/people/fyktorya-farhy فيكتوريا فارحي